# Macintosh XL

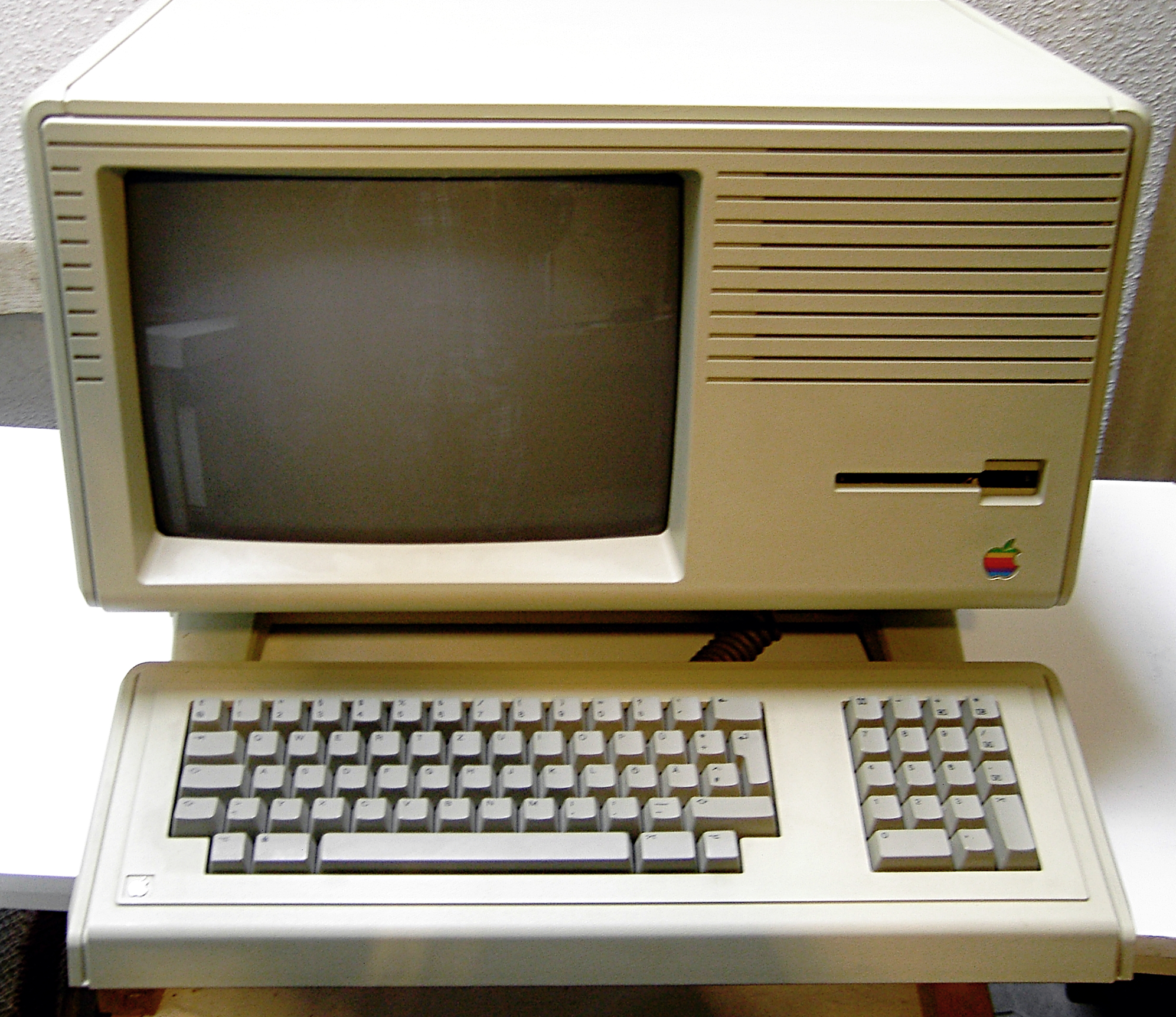
Macintosh XL

Macintosh XLはAppleがかつて販売したApple Lisaの改良型のパソコンである。
Macintosh XL には MacWorks XL が同梱されていた。これは、Macintosh 128Kのエミュレータである。Macintoshは、（販売不振の）Lisaに見切りをつけたAppleが、より市場にマッチした製品として開発したパソコンである。Lisa OS のみを同梱するMacintosh XLと同型のマシンは Lisa 2/10 として販売されたが、大量に売れ残った。

## ハードウェア
Macintosh XLは400K 3.5" FDDを持ち、内部に独自の10 MB容量の Widget ハードディスク備えていて、5 ないし10MBの外部ProFileハードドライブをパラレルインターフェースカードで装着することもできた。

## MacWorks Plus
ユタ州ローガンのSun Remarketing社は、MacWorks Plus を MacWorks XL の後継として開発した。MacWorks Plusは AppleのMacintosh Plus（初代Macintoshの後継機種）と互換性があり、800K 3.5" フロッピーディスクとClassic Mac OSが6.0.3.までサポートされた。さらにMacWorks Plus II においては、MacOS7.5.5まで対応した。

## Sun Remarketing による再販
1985年9月にAppleがXLの販売をやめた後 Sun Remarketing社 が多くのAppleの在庫を買い取り、Appleの許諾の元で、MacWorks Plusの更新と販売をMacintosh Professionalのブランドで行った。

## 関連
- Lisa (コンピュータ)
- Macintosh 128K